# Diss song
Une diss song, ou diss track, ou tout simplement diss, est une chanson, presque exclusivement de rap, en argot, souvent violente, ayant pour but de s'en prendre à un ou plusieurs autres rappeurs avec lesquels un artiste est en rivalité.

## Orthographe et étymologie
Il y a confusion sur la façon exacte d'écrire le mot. Il est généralement épelé « diss » et « dissing », avec deux « s », mais certains puristes considèrent que « dis » et « dising », avec un seul « s », est son orthographe correcte, étant d'origine argotique. Les deux « s » lui donnent une valeur plus « correcte » orthographiquement parlant. Diss est cependant l'orthographe la plus conventionnelle dans la langue anglaise.
Certains[Qui ?] prétendent que le mot « dis » trouve ses origines au début des années 1970. « dis » pourrait être la forme argotique de « this ». Le terme serait, selon d'autres sources, issu de « disrespect ». 
Radio-Canada propose comme traduction française « insultoune ».

## Histoire
La première utilisation du mot « dis » est enregistrée en 1985, dans la chanson I Can't Live Without My Radio par LL Cool J : « Some jealous knuckleheads might try to dis ». 
Le terme est utilisé pour produire un effet humoristique dans le premier single de Weezer Buddy Holly, en 1995, dont les paroles donnent : « What's with these homies dissin' my girl; why do they gotta front? ».
Des chansons visant à attaquer d'autres artistes existent bien avant l'émergence du rap, notamment dans le reggae, le rock et la musique country, mais c'est le hip-hop qui popularise ce type de morceau,. 

## Dans l'univers du rap
Dans le rap, une diss song ou diss track est une chanson intentionnellement destinée à attaquer verbalement et à insulter une personne ou un groupe de personnes. Les diss songs sont un élément indissociable des rivalités entre scènes rap (ouest, est pour la plupart) et groupes de rap, voire entre icônes de scènes différentes (par exemple, Tupac Shakur et The Notorious B.I.G., Eazy-E et Dr. Dre, Nas et Jay-Z, Eminem avec Benzino, Ja Rule, Everlast ou Canibus et G-Unit contre The Game). L'un des exemples les plus anciens de ce type de chanson si particulier est sans doute The Bridge is Over par Boogie Down Productions.
Dans certains cas, la diss song peut prendre la forme d'une parodie d'une autre chanson. Un exemple serait No Pigeons par Sporty Thievz, qui parodie le hit de TLC, No Scrubs.
Certaines rivalités matérialisées par des diss songs fréquentes se soldent par des morts tragiques, avec les assassinats de Tupac Shakur et The Notorious B.I.G. en 1996 et 1997 notamment.

## Exemples de diss songs
Parmi les diss songs les plus connues figurent Hit 'Em Up de 2Pac, Autopsie 5 de La Fouine, The Story of Adidon de Pusha-T, Euphoria de Kendrick Lamar, Not Like Us de Kendrick Lamar ou encore Family Matters de Drake.